# 5343 Ryzhov
5343 Ryzhov eller 1977 SG3 är en asteroid i huvudbältet som upptäcktes den 23 september 1977 av den rysk-sovjetiske astronomen Nikolaj Tjernych vid Krims astrofysiska observatorium på Krim. Den har fått sitt namn efter Yurij A. Ryzhov.
Asteroiden har en diameter på ungefär 5 kilometer.